# Болнице шкотских жена за службу у иностранству
Болнице шкотских жена за службу у иностранству (енгл. Scottish Women's Hospitals for Foreign Services(скраћену у наставку текста SWH)) био је посебно организован покрет жена у Првом светском рату намењен за медицинско збрињавање рањеника и болесника на ратиштима широм Европе. Првобитно неприхваћене у војно-медицинским редовима у Великој Британији, чланице овог покрета су уз велику подршку и признање светске јавности ван Велике Британије, прешле границе своје домовине Шкотске и Енглеске и, отишла у Белгију, Француску, Русију, а потом у Србију којој су све време пратиле Србе на свим фронтовима до краја рата, укључујући и њиховог повратка у домовину.

## Оснивање покрета
Када је у августу 1914. избио Први светски рат, он је покренуо талас патриотизма и велику мобилизацију војника у земљама нападнутим од страна сила осоине. Мушкарци и жене су тражили да учине све што је у њиховој моћи како би подржали одбрамбене ратне напоре. Мушкарци су се добровољно пријавили за војску, а остали у саставе помоћних јединица како би помогли војсци или пружили помоћ угроженим цивилима и избеглицама.
У ове активности укључиле су се и жене из свих делова Европе. У Великој Британији посебно су биле активне незадовољне сифражеткиње, које су од војних власти биле одбијене да буду примљене у војне медицинске редове. Оне су међу Британским женама покренуло акцију самоорганизовања, оснивања и опремања добровољних медицинских јединица. Међу првима саморганизовао се покрет Шкотских жена под називом Болница шкотских жена за службу у иностранству (енгл. Тhe Scottish Women’s Hospitals for Foreign Service).
Шкотске жене су се међу првима, након говора у Лондоном 20. октобра 1914. године, др Елси Инглис „Шта жене могу да учине и како могу да помогну у рату“, масовно укључиле у пропагандне активности за помоћ у рату, учешћем на бројним скуповима и састанцима широм Британске империје. Тиме су између осталог промовисале и учлањење жена у новоосновани покрета за оснивање Болница шкотских жена.

Како би покрет Шкотских жена добио на масовности, посебно су биле активне две жене — Кетрин Бурк и Елизабет Абот, које су прешле океан и народе Северне Америке, Аустралије, Новог Зеланда и Индије упознале са идејом о оснивању болница на ратиштима Европе и њиховој хуманитарној мисији. 
Госпођица Кетрин Бурк (Miss Kathleen Burke) је обилазила градове Америке и Канаде, док је госпођа Елизабет Абот (Mrs Elizabeth Abbott) отпутовала у Аустралију, на Нови Зеланд и у Индију, где су наишле на топао пријем. Помоћ је пристизала са свих страна света и Комитети Шкотских жена у Единбургу, Глазгову и Лондону, су прионули на посао.

### Болница шкотских жена у борби за женска права
Болнице шкотских жена, иако су биле један од патриотских покрта — ипак су биле веома различите, заправо јединствене. Јединственственост покрета, била је у томе што су пред покрет постављена два врло специфична циља:
- Право на хуманост и патриотизам, и тиме помогну ратним напорима кроз пружање медицинске помоћи.
- Дуго, и једнако важно, да промовишу слободу женских права за њиховим учешће у рату, и тиме уједно допринесу освајању женских права.

Како је то био тежак период за организовање и ангажовање жена у рату јер су законски прописи у Великој Британији мање или више забрањивали регрутовање жена, многе жене морале су да се пријављују као службеници или возачи како би заобишли ова ограничења за лекаре, и тако се међу Британским женама развио јединствен феномен — самоорганизовања жена у рату.
Убрзо је овај јединствени феномен женске медицинске и хуманитарне помоћи у Првом светком рату, укључио преко 1.500 особа, регрутованих из целе Британије, Аустралије и Новог Зеланда. Велика већина су биле жене, а само је шачица мушкараца, њих око 20, била ангажована за мајсторске и друге дужности, на дефицитарним местима у јединицама. Ови мушкарци међу 1.500 жена, несумњиво су биле особе које не само да су подржавале жене у остваривању права жена, већ и били спремни без икаквог устручавања да примају инструкције од жена.
Процењује се да су око 50% особља СВХ-а чиниле жене из Шкотске, док су остале жене углавном биле из Енглеске неколико из Ирске, Велса а најмање из Канаде, Аустралије, Новог Зеланда и САД. Имајући у виду мултинационални састав у једном моменту др Елсие Инглис, је предложила да новооснованој организацији променити име у „Британске женске болнице за службу у иностранству", али је Комитет из Единбурга ставио вето на овај предлог, тако да је изворно име организације сачувано.
Схватајући његов значај, овај покрет жена подржала је и Национална федерација жена.
Иторијску улогу лидера SWH понела је шкотска лекарка, др Елси Инглис (dr Elsie Maud Inglis, 1864—1917), једна од три оснивача Медицинског факултета за жене у Единбургу и Националног удружења жена у Единбургу, у коме је др Елси Инглис покренула борбу жена против вековне заблуде о потчињеном положају жене у образовању, запослењу, социјалној заштити, породичном и друштвеном статусу.
Схвативши своју заблуду Ратна канцеларија Велике Британије је убрзо направила потпуни заокрет и не само да је уклонила ограничења за жене које су служиле у медицинским и другим јединицама у британској војсци, већ је и активно подстицале њихово регрутовање.

## Прве активности и оснивање болница
Првобитна идеја да се у Единбургу оснује болницу за лечење ратних рањених, брзо напуштена у корист оснивања болница на терену и близини борбених дејстава и тиме на самој линији фронта помогне у лечењу повређених.
Убрзо је основана комисија која је са великим успехом почела да прикупља средстава (и до краја августа 1914. прикупила више од 500.000 фунти).).
Када је др Елси Инглис, једна од главних покретачица оснивања шкотских женских болница, састала са Ратним уредом Велике Британије како би понудила болницу британској војсци, речено јој је да нису потребне и да треба да иду кућама и у њима седе као остале жене. Видно разочарана др Елси је непромењеном облику, послала предлог и понудила болницу британским савезницима. Први који су прихватили ову понуду били су Французи и Белгијанци, које су убрзо следили и Срби, јер су биле презадовоњни понудом због тешких услова са којима су се њихови војници суочавали. Болнице шкотским женама биле највише блиско повезане са Србијом иако су имале болницама у Француској, Македонији, Грчкој, Корзици, Румунији и Русији. Јер је већина њиховог рада била усмерена пружању подршке Србији која је била изложена великим ратним страхотама и великој епидемији заразних болести.
Великом брзином основана је прва Болница шкотских жена која је у новембру 1914. у пуном саставу са свом неопходном опремом почела са радом у Calais-у и пружала санитетску подршку белгијској војсци. Децембра 1914. основана је и друга болница, која је била смештена у древној опатији Royaumont. Она је остала оперативна током целог рата и под руководством француског Црвеног крста збрињавала је рањенике француске војске. Следило је отварање болница у Troyes и Villers-Cotterets заједно са међу војницима популарним, пратећим објектима — кантинама за исхрану у Creil, Soissions и Crepy-en-Valois, у којима је само током децембра 1917. године, сервирано 194.000 супа и кафа.
Након што је у децембру 1914. у Србију послата прва Болница шкотских жена на челу са др Eleanor Soltau, следиле су нове јединице, тако да су с почетка 1915. године у Србији даноноћно радиле четири Болнице шкотских жена.
Тако је Великом рату, захваљујући др Инглис и њеним сарадницама функционисало четрнаест Болнице шкотских жена, од којих је десет било намењено Србима. Шкотске жене су имале своје болнице, праћене Транспортном јединицом у:
- Белгија — Calais Contingent
- Француска — Abbaye de Royaumont, Sallanches, Troyes, Villers-Cotterets, Ajaccio, Corsica, Canteen units at Creil, Crepy-en-Valois and Favresse
- Србија — Крагујевцу, Младеновц, Ваљево, Лазаревац, Врање, Тарспортна колона.[9]
- Русија и Румунија — Добруџа, Транспортна колона
- Грчка — „Јединица Гиртон и Њунхам“, „Јединица Америка“ и доцније „Јединица др Елси Инглис“, под управом др Анете Бенсон (dr Annette Benson) и Транспортна јединица.

## Болнице шкотских жена у Француској

### Болнице шкотских жена — Jединица „Корзика“
Јединица „Корзика“ (Тhe Corsica Unit ili (Serbian Refugee Hospital, Corsica)), је била шеста болница шкотских жена, намењена за лечење и рехабилитацију српских војника и припадника српске избегле колоније на Корзици. Тако да је на самом почетку рада болнице др Мери Блер, која је била на њеном челу са шеснаест сестара и болничарки имала тежак задатак да... „излечи и поврати у нормалан живот део изнемогле српске нације... Било је то поновно стварање нације сломљене и расуте по свету – опоравити и вратити у живот људе, жене и децу, која умиру“
Оснивању болнице поред Болница шкотских жена, за српске избеглице на Корзици, помогали сз материјалним средствима Српски потпорни фонда, град Манчестера и Уније уједињених синдиката.
Главна одељења болнице била су смештена у једној вили у Ајачу, док је једна изолована болница била у Лазарету, док су амбуланте и диспанзери били у околним селима.
Намена и задатак
Јединица „Корзика“ је имала задатак да излечи и рехабилитује део српског становништва – опорави и вратити у живот људе, жене, децу која су умирала разасута по целој Француској. Болница је на почетку имала капацитет од 60 постеља, од којих је 40 било намењено мушкарцима и 20 женама. У болници су збрињавани и гинеколошки случаји и породиље, што је било од великог значаја, за очување порода српског народа у избеглишту (имајући у виду рођење 79 беба).

### Меморијална болница у Саланшу
Меморијална болница (Tuberculosis Sanatorium for Serbs at Sallanches, Haute Savoie) била је десета болница са санаторијумом, у ланцу од 14 болница шкотских жена, намењена српским студентима и избеглицама оболелим од туберкулозе. Болница се налазила у Француској, испод Монбланa, у близини швајцарске границе, у малом градићу Саланш.
Кадровска структура
Лекари — др Матилда Макфејл (Dr. Matilda Alexandrina Macphail, 1860–1946) и др Маријан Тереза Булок (Dr. Marian Theresa Bullock, 1877–1956), истовремено и руководиоци болнице.
Главне медицинске сестре — Етел Мод (Miss Ethel Maude) и Мери Доналдсон (Miss Mary Steuart Donaldson),
Апотекарица — Ела Моли Ертон (Miss Ella Molloy Ayrton)
Домаћица болнице — госпођа Мери Милн (Mrs. Mary Milne).
Период рада, намена и капацитет
Болница шкотских жена која је у Саланшу радила је од марта 1918. до јуна 1919. године, све време функционисал као санаторијум, углавном намењена рековалесцентима.
Болнице је првобитно имал 100 постеља, али је због све већих потреба њен смештајни капацитет је до престанка рада повећан на 150. постеља.

## Болнице шкотских жена у Србији 1915.
Под утиском нових сазнања, о неприликама у Србији на почетку Великог рата, докторка Елси Инглис (1864—1917), секретар Савеза шкотских женских друштава, понудила је српском посланству у Лондону да једну јединицу (Болницу шкотских жена) упути на српско ратиште. Како је на самом почетку Великог рата, на затражену медицинску и другу помоћ, од Међународног одбора Црвеног крста у Женеви, српска влада добила одговор, председника одбора Густава Адора, да, због рата, нема могућности да ова организација пружи помоћ и да она исту тражи од Црвеног крста других држава, понуду, др Елси Инглис српска влада прихватила је са захвалношћу. Тако је отпочео организовани рад Савеза шкотских женских друштава у Краљевини Србији, на Божић 2015.
Прва Болница шкотских жена са стотину постеља стигла је у Србију у децембру 1914. Особље је чинило 30 жена (5 лекарки, 24 болничарке и возач амбулантних кола) Управница болнице била је др Елинир Солто (dr Eleanor Soltau), а најмлађи лекар у групи била је Кетрин Макфејл (Katherine Macphail), велики добротвор српског народа, која је након рата била оснивач дечијих болница у Београду и Сремској Каменици. Као преводилац била је ангажована Ана Христић (Annie Christitch), млада новинарка српско-ирског порекла. Крајње одредиште ове болнице био је Крагујевац.
Прва Болница шкотских жена са 100 постеља у Србију је стигла у децембру 1914. године, а свој рад започела је у Крагујевцу јануара 1915. године. Особље је сачињавало 30 жена (5 лекарки, 24 болничарке и возач амбулантних кола). Управница болнице је била др Елинор Солто, а најмлађи лекар у групи била је Кетрин Макфејл, велики добротвор српског народа, која је након рата била оснивач дечијих болница у Београду и Сремској Каменици. Као преводилац била је ангажована Ана Христић, млада новинарка српско-ирског порекла.
У првим месецима 1915. године ...пристизале су и нове медицинске мисије и добро опремљене болнице, тако да су у току 1915. године у Србији радиле поред четири велике болнице Савеза шкотских женских друштава (Женске болнице, у Крагујевцу, Ваљеву, Лазаревцу, Младеновцу), и две велике енглеско-српске болнице у Крагујевцу и Скопљу.
Болнице шкотских жена су са српским народом и његовом војском пребродиле велику трауматску епидемију и епидемију пегавца 1914/1915, а један део њих се потом повлачио се преко Албаније.
Шкотланђанке су свој рад започеле прво у Србији у болницама шкотских жена у Крагујевцу, Ваљеву, Крушевцу, Лазаревцу, Младеновцу и Врању, а потом га наставили са српском војском на Солунском фронту, Острову, Вертекопу, Драгоманцима, са Првом српском добровољачком дивизијом у Добруџи, али и са српским избеглицама у Ајачију на Корзици и болниици у Соланшу (у Француској, испод Алпа, западно од Шамонија намењеној за лечење туберулозних болесника). Да би на крају рата са Првом српском армијом победоносно ушле у Београд.

## Болнице шкотских жена у окупираној Србији и албанској голготи
Окупација Србије затекла је; др Елси Инглис и њене болнице у Крушевцу, а леди Лејлу Пеџет у Скопљу.

### У окупираној Србији
Део особља који је желео да остане са др Елси Инглис у Србији, у Крушевцу се поделио у две групе:
- Прву која је са најквалитетнијом опремом из Крагујевца ушла у састав болнице, основане у једној крушавачкој школи.
- Другу која је, преузела један анекс, војне болнице српске војске „Цар Лазар” (са преко 900 болесника и рањеника).[18]

Аустријанци су одмах конфисковали прву болница и сву опрему у њој, али нису даље ометали рад страних мисија. Хуманитарни рад се затим несметано одвијао у болници „Цар Лазар", у којој је само др Едит Холвеј водила бригу од 300 болесника.
У почетку у Крушевачкој болници је било много тешких рањеника и цивила, укључујући и велики број деце, да би након неколико недеља број болесника био смањен, а окупатор је празнио болницу одвођењем у затвореничке логоре опорављених српских рањеника.
Залихе хране и лекова полако су се смањивале, а особље је радило и живело у изолацији, без правих и истинитих информација, уз разне гласине о страхотама рата.

Како су др Инглис, и њене сараднице упорно одбијале да потпишу изјаву о окупаторовој благонаклоности према домаћем становништву, 
Аустријанци су одбијали да припадницима Болница шкотских жена признају статус ратних заробљеника, са правима које је гарантовала Женевска конвенција.
Након вишемесечног рада савезничких болница у окупираној Србији, почетком марта 1916. године, преко Међународног Црвеног крста извршена је репатријација свих чланова савезничких медицинских мисија. Тако су се на челу са др Инглис и Евелином Хаверфилд, чланицама Шкотских жена, вратила у Саутемптон, преко Мађарске, Беча, Швајцарске и Француске.

### У албанској голготи
Новембра 1915. припаднице Болница шкотских жена имале су тежак избор: да се повуку преко Албаније са српском војском, или да падну у заробљеништво.Поделиле су се у три групе, тако да се њих се вратио у домовину, део одлучио да остане, уз српске рањенике али и уз рањене Аустријанце, у Србији, док је њих око 40 кренуло у албанску голготу.
Већи део Шкотланђанки из Болница шкотских жена, њих око 40, донело је одлуку да из окупиране Србије крене у албанску голготу заједно са војском и избеглим становништвом.
Пре поласка приоаднице Болница шкотских жена поделиле су се у две групе:
- Прву групу водила је Беатрис Макгрегор
- Другу Вилијам Смит (сликар аматер), траспортни официр и један од ретких мушкараца у Болници шкотских жена.[18]

На том изузетно напорном и неизвесном путу Шкотланђанке су се показале изузетно храбро и достојанствено и уз само једну жртву, Каролајн Тафи, која је погинула у саобраћајној несрећи због превртања возила, стигле на обалу Јадранског мора. Др Милан Ћурчин, санитетски официр за везу, који је у име српске војске бринуо о страним мисијама које су се у касну јесен повлачиле преко Албаније, написао је касније:
Без икаквог двоумљења, могу да изразим своје мишљење да су се британске жене понеле боље него било ко други, боље него било који мушкарац. Што се тиче издржљивости, оне су се могле мерити са српским војником који је, пошто је изгубио своју јединицу, морао да нађе себи пута где пута није било и хлеба где хлеба није било. Што се тиче морала, те снаге духа, нико им није био раван.’’

## Болнице шкотских жена у Русији и Румунији
Након репатријације у Велику Британију у фебруару 1916, др Елси Инглис је одлучила да опреми и пошаље болницу у Русију. Стављајући се на чело ово болнице др Елси Инглис којој су се придружиле, ветеранке из прве српске болнице шкотских жена из 1915, укључујући др Lilian Chesney and Evelina Haverfield, са колоном возила хитне помоћи болница је отпутовала у Русију.
Болница је радила на више локација у јужној Русији (Бесарабија и Молдавија) и Румунији и пружала медицинску негу углавном српској дивизији у саставу руске војске, углавном састављене од етничких Срба и других Југословена који су служили у аустроугарској војсци а били су заробљени од стране Руса и који су се након тога добровољно јавили да се боре за савезнике.
Како српска јединица није имала никакву медицинску установу, њено обезбеђење прихватила је Болница шкотских жена, који је гајила јак афинитет према српској војсци и народу. Запослени у Болница шкотских жена су поново претрпели напор и страхоте рата, када су, опет, морали да учествују у хаотичном и болном повлачењу када је румунска војска била поражена 1917. године. Због сталних промена на фронту и за болницу жена Шкотске наступиле су нове компликације, које су истовремено погодиле и болницу Црвеног крста Енглеске, под руководством др Чарлса Берија, која се налазила у близини. Како се стање на фронту и даље погоршавало др Инглис проширује рад превијалишта у Булбул Мику, која се тада означава као Болница број 2. А због појаве колере и опасности од епидемије у саставу болнице основано је и одељење за изолацију.
Дешавало се и нешто неочекивано јер руске војне власти, за своју војску, постепено ангажовла све више капацитете болнице у Меџидији. Доктор Елси Инглис је због тога оштро протестовала код Руса наглашавајући да је болница жена Шкотске српска болница.
У марту 1917. букнула је у Русији револуција. На пространом руском фронту од Балтика до Црног мора, настало је братимљење између руских и непријатељских војника. Руски војник није хтео више да се бори, већ је одлазио кући. Настала је опасност, да се српске добровољачке дивизије не увуку у комунистичку револуцију. У циљу спасавања добровољачких дивизија од ове „комунистичке пошасти”, као и због безциљности даљег останка у Русији, отпочето је 30. августа 1917. пребацивање добровољачких организованих јединица на Солунски фронт, где су биле неопходне за попуну претходним борбама проређених редова српске војске.
Транспортом преко Архангелска ишла је и болница на челу са др Елси Инглис – која је све више осећала како је издају резерве енергије (коју је и дотле једва имала), а малигна болест све више обузима. Све време њеног ангажовања за спас Српске дивизије и њено упућивање на Солунски фронт, др Елси Инглис прећуткивала своју болест и сваки могући спомен о болести, трпећи све време болове и тегобе за које је само она знала. Умрла је те године у Њукастлу.

## Болнице шкотских жена у Солуну и на Солунском фронту (1915—1919)
Први светски рат је након две године ратовања морао да се приведе крају, али борбе су тек предстојале. Савезници су на југу Балканског полуострва на јесен 1915. године почеле да организују Солунски фронт, како би помогле Србији да изврши напад на комбиноване снаге Немачке, Аустро-Угарске и Бугарске. Трећину снага на Солунском фронту чинили су излечени, опорављени, нахрањени, одевени и наоружани српски војници, са Крфа, Севера Африке, Корзике, али и добровољци из САД и других земаља широм света.
Српски војни санитет, који је претрпео огромне губитке у току прве две године ратовања и епидемије пегавца, такође је реорганизован. Након повратка из окупиране Србије, др Елси Инглис наставила је прикупљањем средстава у Сједињеним Америчким Државама, у које је послала харизматична службеница Болнице шкотских жена Катлин Берк ( Scottish Women’s Hospitals (SWH) office worker Kathleen Burke) Госпођа Бек која је убрзо постала позната као „девојка хиљаду долара дневно", уз максималне напоре у Сједињеним Државе и Канади, успела је да прикупи око четвртину свих средстава за опремање Болнице шкотских жена. Ово је омогућило слање новог контингента у Егејску Македонију, названу Одред Америка" у част доброчинство оних који су га спонзорисали.
У Солуну од 8. маја 1915. до 1. септембра 1919. године радиле су три Болнице шкотских жена:
- „Јединица Гиртон и Њунхам“,
- „Јединица Америка“,
- „Јединица др Елси Инглис“ (нешто касније), под управом др Анете Бенсон.
- „Транспортна јединица”.

Болничко особље су чиниле искључиво жене: школоване лекарке, обучене медицинске сестре и болничарке, возачи амбулантних кола, које су долазиле из свих делова британске империје.

## Значај
Преко 1.300 жена из различитих средина и разних земаља током Другог светског рата служило је у Болницама шкотских жена. Међу њима није били само медицински професионалца, као што су лекарке, медицинске сестре, лабораторијске техничарке и рендген оператери (које су за свој рад примале плату и друге трошкове) већ и доста немедицинско особље, као што су болничари, администратори, возачи, кувари и друге професије (које за свој рад нису примале плату).
У складу са циљевима организације Болнице шкотских жена, колико год је то било могуће, сви чланови јединица Болнице шкотских жена требало је да буду женског пола, чиме је дата прилика и/или пужена могућност да и необразоване жене добију могућност да лично допринесу ратним напорима у одређеном капацитету и тиме остваре и женска права, јако занемаривана до почетка Првог светског рата.
Неке жене су се придружиле покрету, јер су сматрале да је то једна од малобројних могућности да жене свесрдно помогну ратним напорима; док су друге своје учешће виделе као ретку шансу за авантуру у свету који је до тада женама нудио врло мало шанси за самопромоцију; али је ипакза већину жена са различитим степеном интеграције, то била прилика да побољшају статусну улогу жене у друштву.
Преко 500.000 фунти је прикупљено на сваки могући начин за финансирање организације, а током ратних година процењује се да је на стотине хиљада живота пацијената спасено, излечено или рехабилитована уз помоћ припадница Болнице шкотских жена за службу у иностранству.

## Епилог
Пред крај Великог рата Болнице шкотских жена наставиле су да у Србији пружају медицинску помоћ војницима, цивилима и ратним заробљеницима, али и на Корзици и у Француској (као и наставак започетог пружања неге избеглом становништву током рата).
У Врању је основана нова стална болница за 300 пацијената, која је почетком 1919. године она предата српским властима. Док је већина припадница Болнице по завршетку рата отишла својим кућама и наставила своје предратне животе, многе припаднице Болнице шкотских жена и „ветерани“ одлучили су да остану у Србији и пруже толико потребну медицинску помоћ српском становништву:
- Болница шкотских жена у Лондону и Единбургу помогли су изградњу Меморијалне болнице за мајку и дете „Др Елси Инглис“ на Дедињу, у Београду
- Др Kathleen McPhail отворила је болницу за болесну децу у Београду (и наставила са овим послом све док јој комунистичка власт то више није дозвољавала 1947);
- Евелина Хаверфилд водила је болницу за сирочад у Србији све до њене трагичне смрти у марту 1920 .године;
- Док су неке шкотске жене чиниле онолоко колико су могле (често користећи властити новац), како би збринуле сиромашне војнике, избеглице или многобројну сирочади и удовице, јер им је очајнички била потребна помоћ.

Други су радили и помагале на другим местима, па је тако нпр. Изабел Хатон, отишла је да ради са избеглицама из Руског грађанског рата на Криму, а потом и у болници у Севастопољу и Константинопољ, одакле је водила кампању помоћи руским избеглицама.